# Mindtime Show

Logo der Mindtime Show

Die Mindtime Show (auch Mindtime – The Online Show) war eine von 2006 bis 2009 existierende Online-Fernsehsendung, die auf der Videoplattform sevenload ausgestrahlt wurde. Sie nahm humoristisch Bezug zu aktuellen politischen und alltäglichen Themen. Das Showkonzept wurde von Robert Michel alias Rob Vegas entwickelt.

## Konzept
Die Mindtime Show wurde jeden Samstag um 20:15 Uhr unter dem Motto „Mindtime zur Primetime, gegen alle großen Sender“ veröffentlicht. In der meist 5 bis 10 Minuten langen Sendung war Rob Vegas als Moderator vor einer Greenbox in seiner Wohnung in Köln zu sehen und präsentierte unterschiedliche Inhalte. Unter anderem gab es meist zu Beginn ein kurzes Stand-up-Programm, in welchem Bezug zum aktuellen Weltgeschehen genommen wurde, mal kochte Rob Vegas, mal gab es Aktionen zum Thema Web 2.0 (u. a. das „Superblog 2008“, „Rob Shop“), oder Interviewgäste wie zum Beispiel Tom Gaebel oder Nicole da Silva.
Die Sendung wurde komplett von Rob Vegas alleine erstellt, er agierte als Redakteur, Moderator, Kameramann und Editor.

## Geschichte
2005 flog der zu dem Zeitpunkt 22-jährige Politikstudent Robert Michel nach Las Vegas und verlor dort in den Kasinos seine gesamten Ersparnisse, laut eigenen Angaben 5000 €. Daraufhin nannten ihn seine Bekannten „Rob Vegas“. Michel, der bereits seit 2004 ein eigenes Weblog besaß, drehte Anfang 2006 zusammen mit einem Freund einige Comedy-Videos, welche über das Blog vertrieben wurden. Weil einige seiner Homepage-Besucher eine wöchentliche Show forderten, dachte er sich ein neues Konzept aus und lud zunächst eine Pilotfolge der Sendung bei YouTube hoch.
Da er dort keine besonders hohen Einschaltquoten bekam, wechselte er im Sommer 2006 zu sevenload, einem damals relativ neuen Videoportal, wo die Mindtime Show gleich als so genanntes „Special“ veröffentlicht wurde, was bedeutet, dass die Sendung innerhalb der Plattform ein gesondertes Design bekam und speziell beworben wurde. Das Showkonzept fand bei den Benutzern der Plattform Anklang und schnell wurden pro Folge Zuschauerzahlen von über 100.000 erreicht.
Die Kooperation mit sevenload wurde 2007 verstärkt. Michel zog im Herbst selben Jahres von Oerlinghausen nach Köln in die Nähe des sevenload-Firmensitzes und wird seitdem finanziell vom Unternehmen unterstützt. Am 11. Februar 2009 gab Robert Michel bekannt, dass er die Mindtime Show ab April 2009 nicht mehr fortführen und sich stattdessen anderen Projekten widmen will.

### Medienecho
Auch diverse Medien wurden auf die Sendung aufmerksam, es folgten Kurzauftritte von Michel im Fernsehen. Harald Schmidt zeigte in seiner gleichnamigen Late-Night-Show einen Ausschnitt der Mindtime Show im Rahmen der Rubrik „Schmoogle“. Robert Michel gab auch der Online-Ausgabe des Focus, der BILD und anderen Medien Interviews. Robert Michel wurde zwei Mal als Studiogast in die Sendung Clipmania auf DW-TV eingeladen.

## Mindtime Blog
Die zur Show gehörende Webseite ist das Mindtime Blog. Dort schreibt Michel über Alltagserlebnisse, die aktuelle Sendung, oder kuriose Dinge im Internet. Themenschwerpunkte sind das Online-Fernsehen und Web 2.0.